# مقاطعة هونتردون (نيو جيرسي)
مقاطعة هونتردون (بالإنجليزية: Hunterdon County, New Jersey)‏ هي إحدى مقاطعات ولاية نيو جيرسي في الولايات المتحدة. ، بلغ عدد سكانها 128349 نسمة في عام 2010 حسب إحصاء مكتب تعداد الولايات المتحدة وتصل الكثافة السكانية فيها 115 نسمة/كم2.

## أعلام
- كايل كار
- الكسندر مارتن
- جون ستيفنسون
- دانيال مورغان
- جون لامبرت

## وصلات خارجية
- http://www.co.hunterdon.nj.us
- United States Counties